# Mariusz Fyrstenberg
Mariusz Stanisław Fyrstenberg, né le 8 juillet 1980 à Varsovie, est un joueur de tennis polonais, professionnel de 2001 à 2017.

## Carrière
Spécialiste du double, il a remporté 18 titres ATP en double dont 15 avec son compatriote Marcin Matkowski et atteint 26 autres finales.
En 2011, il atteint la finale de l'US Open en double avec Marcin Matkowski. Ils s'y inclinent face à Jürgen Melzer et Philipp Petzschner. Leur saison leur permet de se qualifier pour les Masters et ils y atteignent la finale où ils sont battus par Max Mirnyi et Daniel Nestor.
Il fait partie de l'équipe de Pologne de Coupe Davis.

## Parcours dans les tournois duGrand Chelem

### En simple
N'a jamais participé à un tableau final.

### En double
| Année | Open d'Australie              | Open d'Australie           | Internationaux de France     | Internationaux de France   | Wimbledon                    | Wimbledon                   | US Open                      | US Open                       |
| ----- | ----------------------------- | -------------------------- | ---------------------------- | -------------------------- | ---------------------------- | --------------------------- | ---------------------------- | ----------------------------- |
| 2004  | —                             | —                          | 1/8 de finale M. Matkowski   | K. Braasch S. Sargsian     | 2e tour (1/16) M. Matkowski  | J. Knowle N. Zimonjić       | 2e tour (1/16) M. Matkowski  | F. Mayer Rogier Wassen        |
| 2005  | 1er tour (1/32) M. Matkowski  | J. Blake Mardy Fish        | 2e tour (1/16) T. Cibulec    | M. Knowles Daniel Nestor   | 2e tour (1/16) M. Matkowski  | C. Suk Pavel Vízner         | 1er tour (1/32) M. Matkowski | D. Hrbatý M. Mertiňák         |
| 2006  | 1/2 finale M. Matkowski       | M. Damm Leander Paes       | 2e tour (1/16) M. Matkowski  | J. Haehnel A. Sidorenko    | 1er tour (1/32) M. Matkowski | R. Delgado André Sá         | 1/8 de finale M. Matkowski   | A. Fisher T. Phillips         |
| 2007  | 1er tour (1/32) M. Matkowski  | M. Baghdatís K. Economidis | 1er tour (1/32) M. Matkowski | M. Bhupathi R. Štěpánek    | 2e tour (1/16) Ł. Kubot      | R. Bloomfield J. Marray     | 1/8 de finale M. Matkowski   | P. Hanley K. Ullyett          |
| 2008  | 1/8 de finale M. Matkowski    | M. Bhupathi Mark Knowles   | 2e tour (1/16) M. Matkowski  | M. Mertiňák J.-C. Scherrer | 1er tour (1/32) M. Matkowski | R. Bopanna A.-U.-H. Qureshi | 1er tour (1/32) M. Matkowski | I. Andreev Mischa Zverev      |
| 2009  | 1/4 de finale M. Matkowski    | Ł. Kubot O. Marach         | 2e tour (1/16) M. Matkowski  | M. López T. Robredo        | 1er tour (1/32) M. Matkowski | E. Butorac Scott Lipsky     | 1er tour (1/32) M. Matkowski | R. Harrison K. Van't Hof      |
| 2010  | 2e tour (1/16) M. Matkowski   | E. Butorac Rajeev Ram      | 1/4 de finale M. Matkowski   | Lukáš Dlouhý Leander Paes  | 2e tour (1/16) M. Matkowski  | Lu Yen-hsun J. Tipsarević   | 1/4 de finale M. Matkowski   | Bob Bryan Mike Bryan          |
| 2011  | 1/4 de finale M. Matkowski    | M. Mirnyi D. Nestor        | 1er tour (1/32) M. Matkowski | J. Benneteau N. Mahut      | 1er tour (1/32) M. Matkowski | C. Fleming R. Hutchins      | Finale M. Matkowski          | J. Melzer P. Petzschner       |
| 2012  | 1/4 de finale M. Matkowski    | Bob Bryan Mike Bryan       | 1/8 de finale M. Matkowski   | D. Bracciali P. Starace    | 1er tour (1/32) M. Matkowski | J. Brunström P. Marx        | 1er tour (1/32) M. Matkowski | R. Harrison C. Harrison       |
| 2013  | 1er tour (1/32) M. Matkowski  | J. Peers J.-P. Smith       | 1/4 de finale M. Matkowski   | A. Peya B. Soares          | —                            | —                           | 1er tour (1/32) M. Matkowski | S. Stakhovsky M. Youzhny      |
| 2014  | 1/8 de finale M. Matkowski    | D. Nestor N. Zimonjić      | 1er tour (1/32) M. Matkowski | M. Draganja Florin Mergea  | 1er tour (1/32) R. Ram       | L. Paes R. Štěpánek         | 1/8 de finale M. Matkowski   | I. Dodig Marcelo Melo         |
| 2015  | 1er tour (1/32) S. González   | S. Giraldo João Sousa      | —                            | —                          | 2e tour (1/16) S. González   | I. Dodig M. Melo            | 2e tour (1/16) S. González   | R. Bopanna Florin Mergea      |
| 2016  | 2e tour (1/16) J. Janowicz    | Jamie Murray Bruno Soares  | 1er tour (1/32) S. González  | Bob Bryan Mike Bryan       | —                            | —                           | 1er tour (1/32) C. Fleming   | Dominic Thiem T.-S. Weissborn |
| 2017  | 1er tour (1/32) Martin Kližan | J. Benneteau Jérémy Chardy | —                            | —                          |                              |                             |                              |                               |

N.B. : le nom du ou de la partenaire se trouve sous le résultat ; le nom des ultimes adversaires se trouve à droite.

### En double mixte
| Année | Open d'Australie           | Open d'Australie            | Internationaux de France     | Internationaux de France    | Wimbledon                      | Wimbledon                | US Open                       | US Open                    |
| ----- | -------------------------- | --------------------------- | ---------------------------- | --------------------------- | ------------------------------ | ------------------------ | ----------------------------- | -------------------------- |
| 2006  | —                          | —                           | —                            | —                           | —                              | —                        | 1er tour (1/16) C. Castaño    | A. Rodionova Kevin Ullyett |
| 2007  | —                          | —                           | —                            | —                           | —                              | —                        | 1/4 de finale A. Radwańska    | Liezel Huber Jamie Murray  |
| 2008  | —                          | —                           | —                            | —                           | —                              | —                        | 2e tour (1/8) Elena Vesnina   | F. Pennetta Dušan Vemić    |
| 2009  | —                          | —                           | —                            | —                           | —                              | —                        | 1/4 de finale Yan Zi          | Hsieh Su-Wei Kevin Ullyett |
| 2010  | —                          | —                           | —                            | —                           | 3e tour (1/8) Yan Zi           | I. Benešová Lukáš Dlouhý | 1er tour (1/16) A. Petkovic   | K. Srebotnik N. Zimonjić   |
| 2011  | —                          | —                           | 1er tour (1/16) Hsieh Su-Wei | Elena Vesnina Max Mirnyi    | —                              | —                        | 2e tour (1/8) Chan Yung-Jan   | Elena Vesnina Leander Paes |
| 2012  | 2e tour (1/8) A. Spears    | J. Gajdošová Bruno Soares   | 1er tour (1/16) A. Spears    | M. Johansson Marc Gicquel   | 2e tour (1/16) A. Spears       | Y. Shvedova M. Kukushkin | 2e tour (1/8) K. Jans-Ignacik | A. Rodionova J.-J. Rojer   |
| 2013  | —                          | —                           | —                            | —                           | —                              | —                        | 1er tour (1/16) A. Rodionova  | Květa Peschke M. Matkowski |
| 2014  | 2e tour (1/8) Lisa Raymond | K. Mladenovic Daniel Nestor | 2e tour (1/8) Lucie Hradecká | A.-L. Grönefeld J.-J. Rojer | —                              | —                        | —                             | —                          |
| 2015  | —                          | —                           | —                            | —                           | 2e tour (1/16) K. Jans-Ignacik | R. Kops-Jones R. Klaasen | —                             | —                          |

N.B. : le nom du ou de la partenaire se trouve sous le résultat ; le nom des ultimes adversaires se trouve à droite.

## Participation aux Masters

### En double
| Année | Ville                      | Surface    | Partenaire       | Résultats | Résultat final    |
| ----- | -------------------------- | ---------- | ---------------- | --------- | ----------------- |
| 2006  | Shanghai, Qi Zhong Stadium | Dur indoor | Marcin Matkowski | 0v, 3d    | Éliminé en poules |
| 2008  | Shanghai, Qi Zhong Stadium | Dur indoor | Marcin Matkowski | 2v, 2d    | Demi-finaliste    |
| 2009  | Londres, O2 Arena          | Dur indoor | Marcin Matkowski | 1v, 2d    | Éliminé en poules |
| 2010  | Londres, O2 Arena          | Dur indoor | Marcin Matkowski | 3v, 1d    | Demi-finaliste    |
| 2011  | Londres, O2 Arena          | Dur indoor | Marcin Matkowski | 3v, 2d    | Finaliste         |
| 2013  | Londres, O2 Arena          | Dur indoor | Marcin Matkowski | 1v, 2d    | Éliminé en poules |

## Classements en fin de saison
| Année          | 2000 | 2001 | 2002 | 2003 | 2004 | 2005 | 2006 | 2007 | 2008 | 2009 | 2010 | 2011 | 2012 | 2013 | 2014 | 2015 | 2016 |
| Rang en double | 609  | 298  | 169  | 88   | 49   | 54   | 16   | 24   | 15   | 18   | 12   | 14   | 15   | 20   | 44   | 56   | 58   |

Source : (en) Classements de Mariusz Fyrstenberg sur le site officiel de la Fédération internationale de tennis